# Oxira arenosa
Oxira arenosa är en fjärilsart som beskrevs av Alfred Ernest Wileman 1912. Oxira arenosa ingår i släktet Oxira och familjen nattflyn. Inga underarter finns listade i Catalogue of Life.